# 장춘화
장춘화(張春華, 189년 ~ 247년)는 삼국시대 위(魏)나라 시대 인물이다. 사마의의 아내이자 사마사, 사마소의 어머니이며, 사마사의 정처인 하후휘와 후처인 양휘유, 그리고 사마소의 아내 왕원희의 시어머니이다. 시호는 선목황후(宣穆皇后)이다.

## 생애
어렸을 때 그녀는 덕행과 지식이 보통사람을 뛰어넘었다고 전해진다. 그 이후 사마의와 결혼 하여 사마사, 사마소, 사마간(司馬幹), 남양공주(南陽公主)를 낳았다.
사마의가 처음에 조조의 조명을 거절했을 때 중풍이 있다고 핑계 댔었는데 일찍이 책을 말리다가 갑자기 비가 내려서 중풍을 핑계로 조명을 거절했음을 생각지 않고 손수 거둬 들인 적이 있었다. 그 장면을 집안의 여종이 목격하자 그녀는 이 일이 누설되어 화를 불러들일까봐 마침내 그 여종을 죽여서 입을 막은 다음 친히 집안일을 돌봤다. 이 일을 계기로 사마의는 그녀를 더욱 존중하였다. 그 뒤 사마의의 첩 중 한 사람인 백부인(柏夫人)이 총애를 받자 그녀는 사마의를 볼 기회가 거의 없었다.
사마의가 병이 들어 침상에 누워있자 그녀가 가서 병의 차도를 살펴 보았는데, 사마의는 그녀에게 "저 늙은이가 가증스럽구나! 어찌 이다지도 번거롭게 돌아다니는가?" 라고 하자 그녀는 부끄럽고 원통하여서 음식이란 음식은 먹지 않고 자살하려 하였으며 이 때문에 여러 자식들도 음식을 먹지 않았다. 사마의가 놀라서 사과하자 그녀는 금식을 그만두었다고 한다. 그 이후 사마의는 그녀에게 "늙은이가 죽는 것은 애석할게 없지만 내 자식들을 곤란하게 만들까봐 걱정했을 뿐이다"라고 말하였다.
그 뒤 그녀는 위나라 정시(正始) 8년(247년)에 59세 나이로 사망하였고 낙양의 고원릉(高原陵)에 장사지내고 광평현군(廣平懸君)으로 추증하였으며, 그 이후 그녀의 손자 사마염이 황제가 된 이후에는 선목황후(宣穆皇后)로 추존했다.

## 장춘화의 가족 관계
- 부 : 장왕(張汪)
- 모 : 하내 산씨(河內 山氏)
  - 산도(山濤)
- 시부 : 사마방 (시부)
  - 남편 : 사마의(고조 선황제)
    - 아들 : 사마사(세종 경황제)
    - 며느리 : 하후휘(경회황후 하후씨)
    - 며느리 : 양휘유(경헌황후 양씨)
    - 아들 : 사마소(태조 문황제)
    - 며느리 : 왕원희(문명황후 왕씨)
      - 손자 : 사마염(세조 무황제)

    - 아들 : 사마간
    - 딸 : 남양공주

## 같이 보기
- 삼국지 인물 목록